# 742 v.Chr.

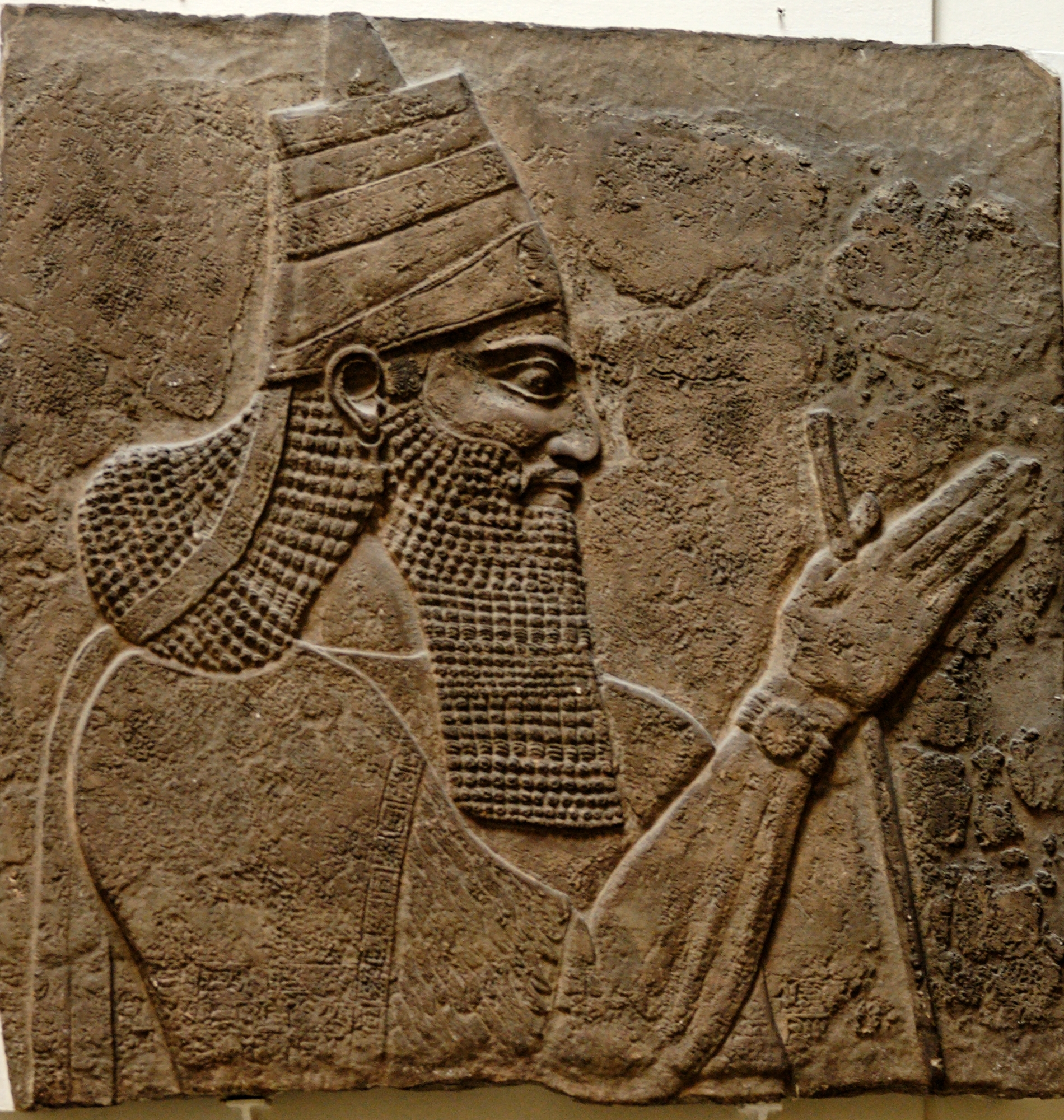
Tiglath-pileser III

Het jaar 742 v.Chr. is een jaartal in de 8e eeuw v.Chr. volgens de christelijke jaartelling.

## Gebeurtenissen

### Assyrië
- Koning Tiglath-Pileser III verovert het koninkrijk Urartu, de Urartiërs moeten zich terugtrekken naar het Vanmeer.

### Mesopotamië
- Koning Humban-nikash I heerser over het koninkrijk Elam.